# Чёрный, Илья Григорьевич
Илья Григорьевич Чёрный (22 августа 1913, Гельмязов — 13 января 1989) — советский военнослужащий, участник Великой Отечественной войны, Герой Советского Союза, понтонёр-моторист 7-го отдельного моторизованного понтонно-мостового батальона 7-й гвардейской армии Степного фронта, ефрейтор.

## Биография
Родился 22 августа 1913 года в селе Гельмязов ныне Золотоношского района Черкасской области Украины в крестьянской семье. Украинец. Работал в колхозе.
В Красной армии с 1940 года. Участник Великой Отечественной войны с июня 1941 года.
Понтонёр-моторист 7-го отдельного моторизованного понтонно-мостового батальона ефрейтор Илья Чёрный особо отличился при форсировании реки Днепр в районе села Бородаевка Верхнеднепровского района Днепропетровской области. С 5 октября 1943 года в течение семи суток ефрейтор Чёрный И. Г. буксировал катером 30-тонный паром. За ночь переправлял десятки танков. Бородаевский плацдарм был удержан и расширен. После того как был разбит его катер, понтонёр-моторист Илья Чёрный встал к штурвалу другого катера и продолжал работать на переправе.
Указом Президиума Верховного Совета СССР от 20 декабря 1943 года за образцовое выполнение боевых заданий командования и проявленные при этом мужество и героизм ефрейтору Чёрному Илье Григорьевичу присвоено звание Героя Советского Союза с вручением ордена Ленина и медали «Золотая Звезда».
После войны сержант И. Г. Чёрный демобилизован. Вернулся на родину. Член ВКП(б)/КПСС с 1947 года. Работал в колхозе.
Награждён орденами Ленина, Отечественной войны 1-й степени, медалями.